# South Toms River
South Toms River é um distrito localizado no estado americano de Nova Jérsei, no Condado de Ocean.

## Demografia
Segundo o censo americano de 2000, a sua população era de 3634 habitantes.
Em 2006, foi estimada uma população de 3716, um aumento de 82 (2.3%).

## Geografia
De acordo com o United States Census Bureau tem uma área de
3,1 km², dos quais 3,0 km² cobertos por terra e 0,1 km² cobertos por água.

## Localidades na vizinhança
O diagrama seguinte representa as localidades num raio de 4 km ao redor de South Toms River.